# Суанов, Руслан Владимирович
Руслан Владимирович Суанов (9 декабря 1953 — 2003) — советский футболист, нападающий, а в дальнейшем и защитник. Отец футболиста Руслана Руслановича Суанова (1975 г.р.), дед футболиста Руслана Руслановича Суанова (1997 г.р.)

## Игровая карьера
В футбол начинал играть в «Спартаке» (Орджоникидзе) в 1969 году. В 1970 году, когда команда провела свой первый сезон в 1 группе Класса «А» (высший дивизион), сыграл в её составе 5 матчей. Период с 1971 по 1972 года провёл в киевском «Динамо», но матчей за первую команду не сыграл. Продолжил карьеру в командах «Динамо» (Хмельницкий) и «Судостроитель» (Николаев). В 1974 году сыграл 4 матча в высшей лиге чемпионата СССР в составе днепропетровского «Днепра».
В 1976 году вернулся в свою первую команду — «Спартак» (Орджоникидзе). За будущую «Аланию» в общей сложности сыграл 188 игр, забил 21 гол. Завершил карьеру в 1982 году в команде «Динамо» (Ставрополь).

## Семья
- Сын: Руслан Суанов (р. 1975) — футболист, нападающий.
- Внук: Руслан Суанов-мл. (р. 1997) — футболист, нападающий[4].